# José Eduardo Martins
José Eduardo Gandra da Silva Martins, né en 1938 à São Paulo, est un pianiste et professeur de musique classique brésilien.

## Biographie
José Eduardo Martins, né en 1938,  fait ses débuts au Théâtre Colombo à São Paulo le 10 décembre 1954, dans un récital comprenant notamment des œuvres contemporaines de Dmitri Shostakovich.   
Il enregistre plusieurs albums sur des compositions de Henrique Oswald, dont ses sonates pour violoncelle n ° 1 et n ° 2, Piano Quartet No. 2 et Piano Quintet. 
Il commande des œuvres du compositeur Gilberto Mendes dont Um Estudo? Eisler e Webern Caminham nos Mares do Sul. 
José Eduardo Martins est professeur à l'université de São Paulo entre 1982 et 2007.

## Distinctions
- Officier de l'Ordre de la Couronne, par arrêté royal du roi Albert II[4]
- Docteur Honoris Causa de l'Université Constantin Brâncuși[4]
- Ordre de Rio Branco

## Discographie
- Oswald, Quarteto Brasileiro - Quarteto Brasileiro da UFRJ (1971, LP CBS)[5] — avec Heitor Villa-Lobos, Quatuor à cordes no 16
- Oswald, Il Neige!, Valse op. 25 n° 1, Noturno op. 14 nº 5, Berceuse, Scherzo-Étude ; Claude Debussy et Tsuna Iwami - José Eduardo Martins, piano (1979, LP Studium LP 001)[6]
- Oswald, Musique de chambre, vol. 1 : Quintette avec piano, op. 18 ; Quatuor à cordes, op. 46 – Elias Slon et Jorge Salim, violons ; Michel Verebes, alto ; Kim Cook, violoncelle et José Eduardo Martins, piano (1984, LP BASF 004)[7]
- L'Œuvre pour violoncelle et piano - Antônio del Claro, violoncelle et José Eduardo Martins, piano (1983, 2 LP Funarte 3.56.502.001)[8]
- Oswald, Trio avec piano, op. 9 ; Sonate en mi majeur, op. 36 – Elisa Fukuda, violon ; Antônio del Claro, violoncelle et José Eduardo Martins, piano (avril 1987, LP Funarte/Promemus MMB 88.057-1988 / Acervo Funarte da Música Brasileira no 34 : Henrique Oswald Atração Fonográfica ATR32046)[9],[10] (OCLC 40729979)
- Oswald, L'Œuvre pour violon et piano – Paul Klinck, violon et José Eduardo Martins, piano (1995, PKP Produkties PKP 007)[11]
- Oswald, Quintette avec piano, op. 26 ; Sonata-Fantasia pour violoncelle et piano, op. 44 ; Concerto pour piano, op. 10 (version de chambre originale) – Quatuor Rubio, Pascal Smets, contrebasse, José Eduardo Martins, piano (17-20 février 2002, Música de Concerto MC004)[12] (OCLC 299922616)
- Le piano intimiste Henrique Oswald : Machiette op. 2 ; Variações sobre um tema de Barrozo Netto ; Tre Piccoli Pezzi ; Berceuse - à mia carissima madre ; Étude-Scherzo ; Étude pour la main gauche ; Six Morceaux, op. 4 ; Polonaise, op. 34 no 1 – José Eduardo Martins, piano (2010, ABM Digital RF00124)[13] (OCLC 891697034)
- Gabriel Fauré - Works for piano (Ballade op.19; Thème et Variations op.73 ; Nocturnes 4 et 6 ; 5 Impromptus; Barcarole 12 op.106 bis), Gent. De Rode Pomp, Gents Muzikaal Archief, vol. 39. Enregistré à la chapelle Saint Hilaire de Mullem en Belgique (2009)